# Sempervivum arachnoideum
Sempervivum arachnoideum (укр. Семпервівум арахноідеум, Молодило павутинне, Молодило павутинисте) — сукулентна рослина роду Молодило (Sempervivum) з родини товстолистих (Crassulaceae).

## Загальна біоморфологічна характеристика

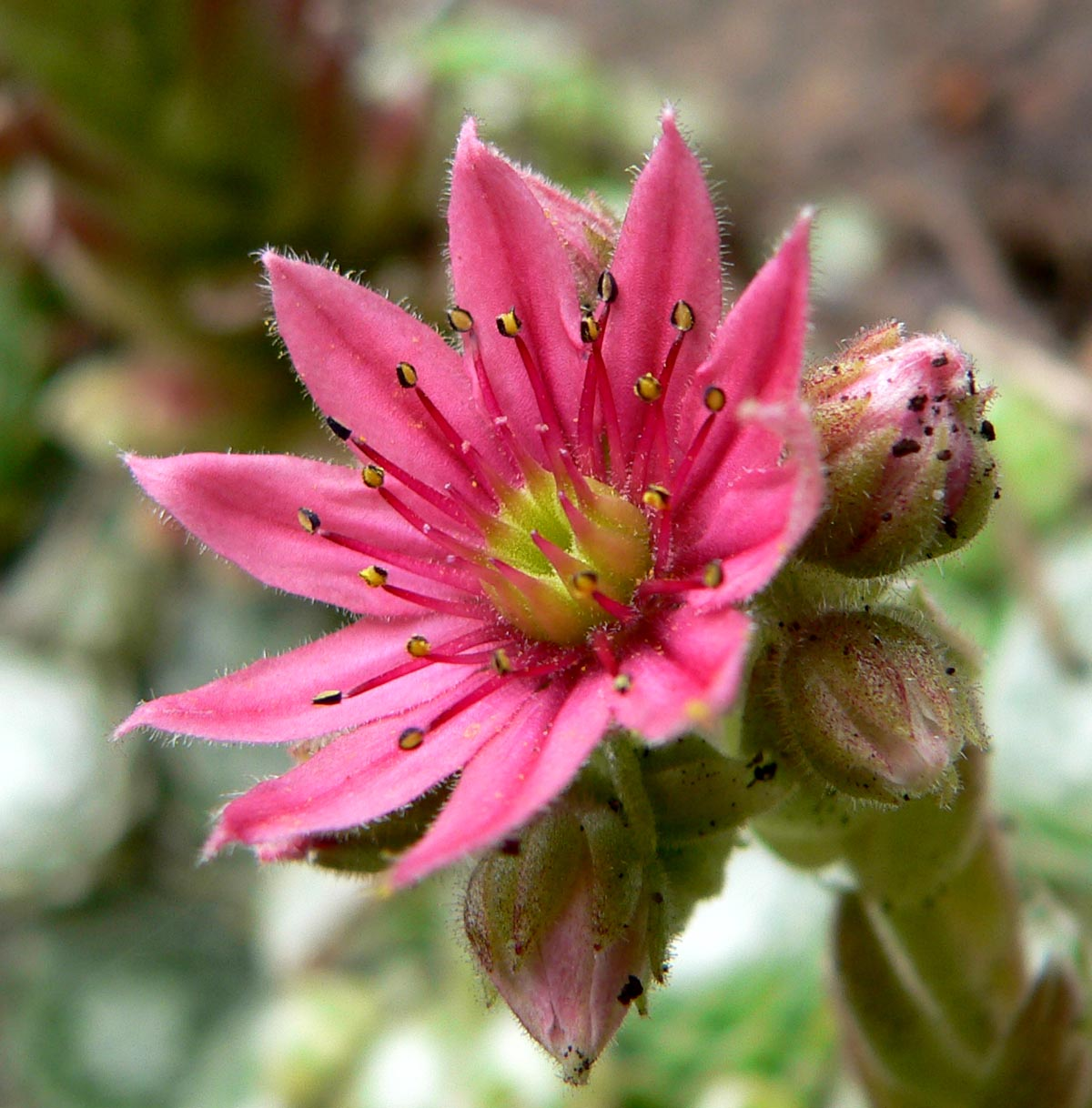
Квітка Sempervivum arachnoideum

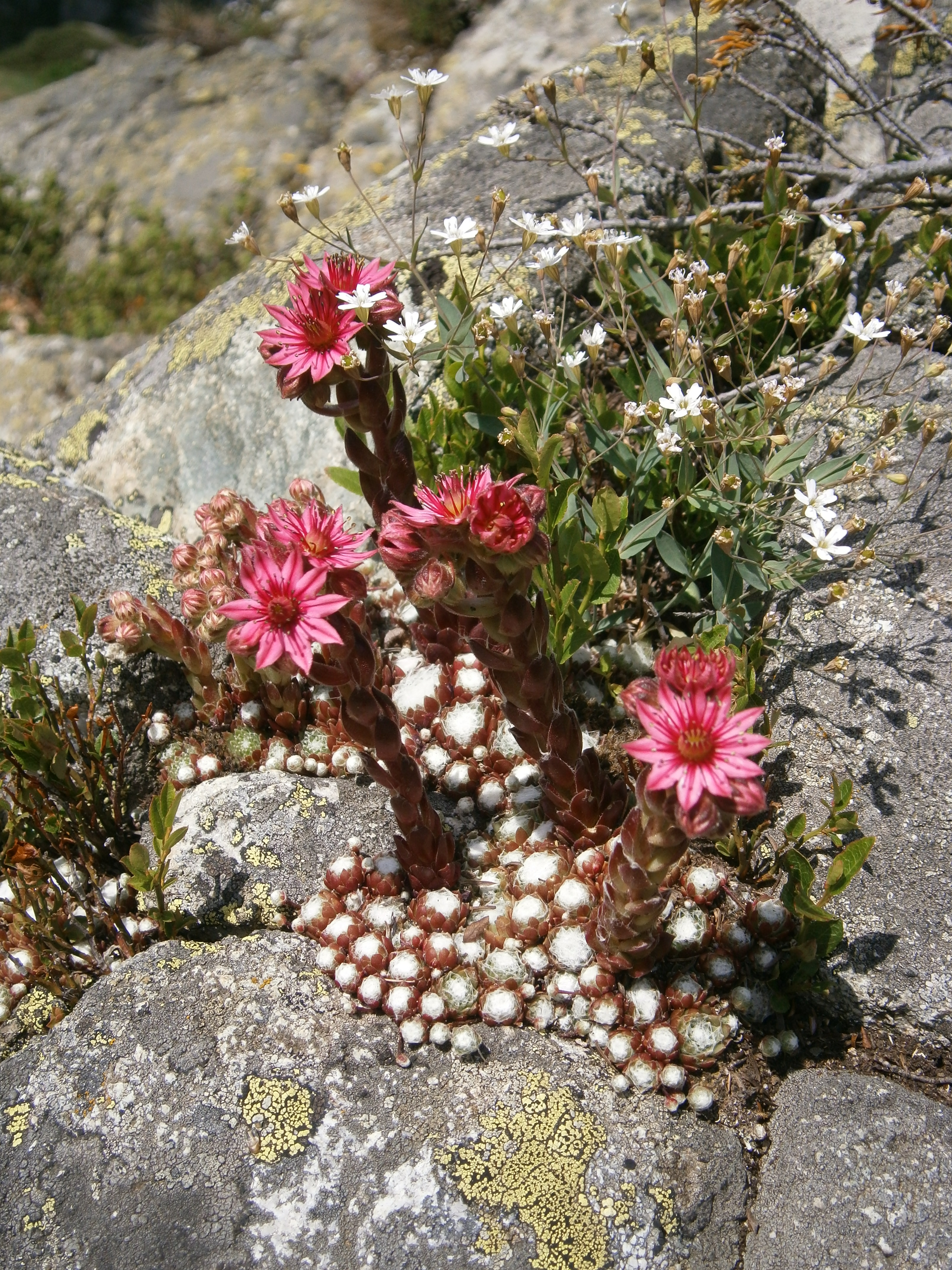
Sempervivum arachnoideum серед каміння

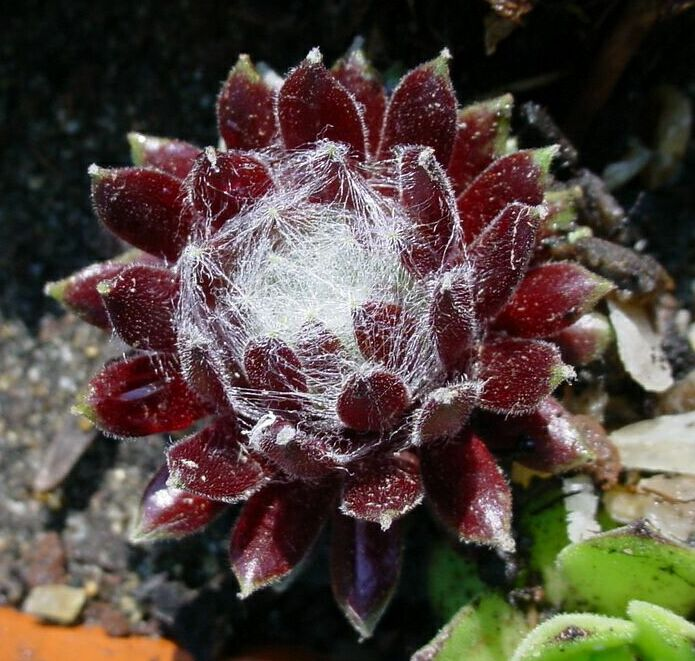
Культивар Sempervivum arachnoideum 'Smit's Seedling

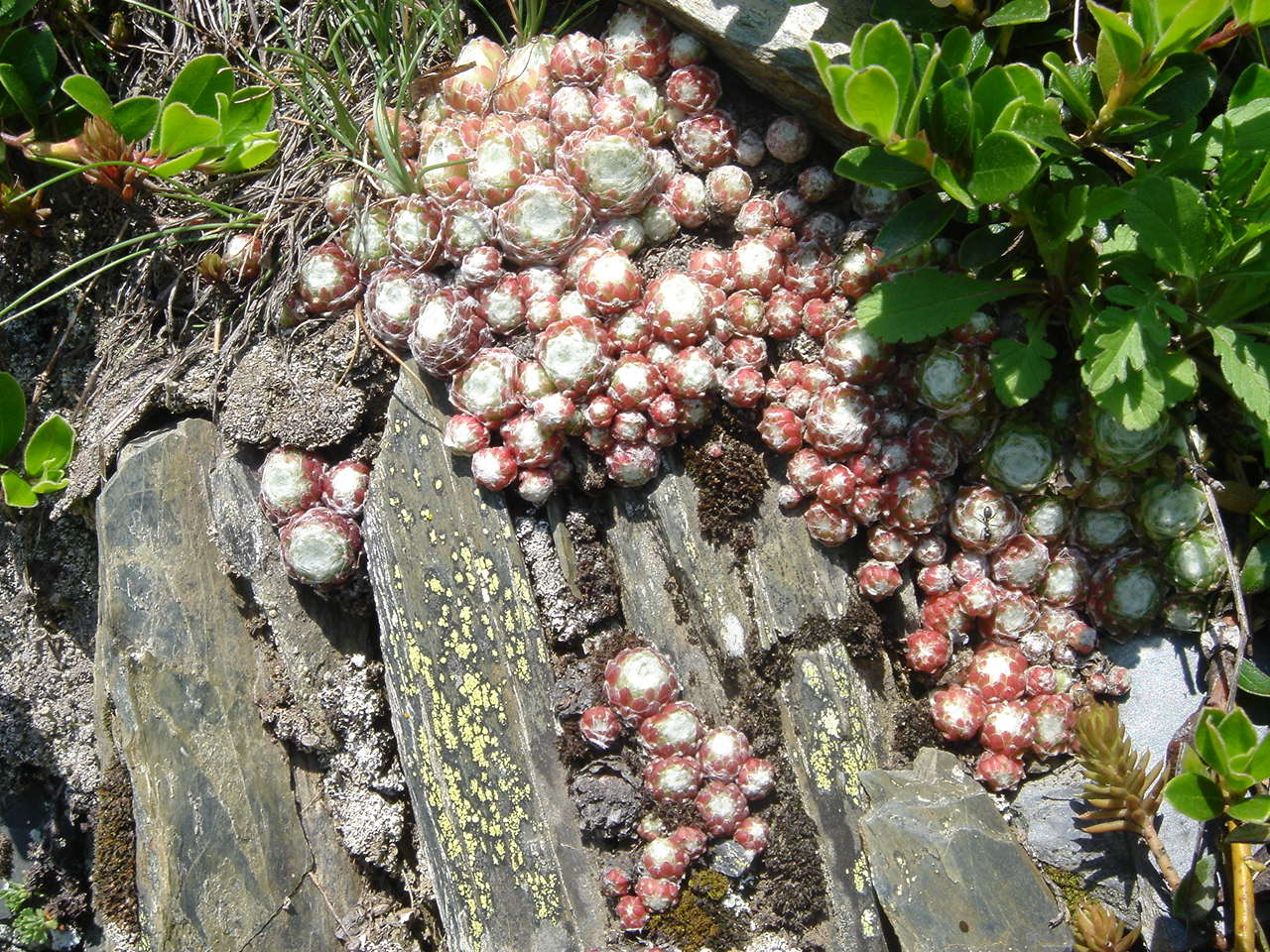
Sempervivum arachnoideum росте на мохові, що приліпився до каміння

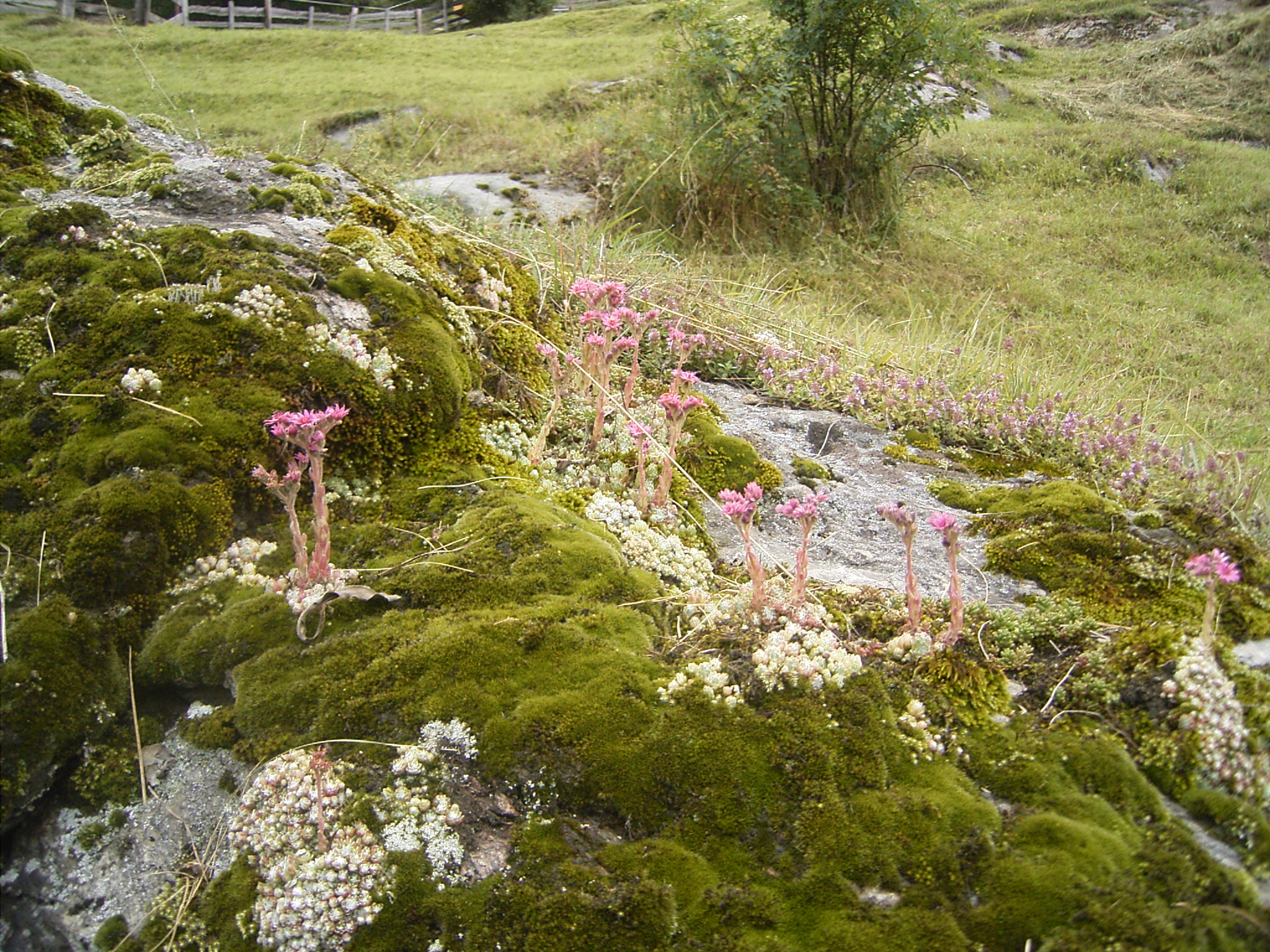
Sempervivum arachnoideum у природних умовах

Кущевидний багаторічник з прямостоячими стеблами 5–20 см заввишки, який утворює густі дерновинки з монокарпічних розеток. Розетки діаметром 5–25 мм, майже кулясті. Розеткові листя зворотньо-ланцетні, розміром близько 8 × 4 мм, зелені або червонуваті, зазвичай з червоною верхівкою, на верхівках довгі, звивисті, білі волоски, що покривають розетки неначе густою павутиною, і зі слабким опушенням залозистими волосками на обох поверхнях листка (ближче до верхівки й по краях листка). Суцвіття з 5–15 порівняно великих квіток, щитковидне, діаметром 3–5 см. Квітки короткотрубчаті, діаметром 10–15 мм. Віночок утворений 8–10 пелюстками 8–10 мм завдовжки, широколанцетних, м'яких, рожевого забарвлення з пурпуровим відтінком, опушених залозистими волосками по краю і кілю. Чашолистки 4–5 мм завдовжки, ланцетні, притуплені, опушені залозистими волосками. Тичинки 4,5–5 мм завдовжки, пурпурно-червоні; пиляки темно-червоні. Нектарні залозки напівкруглі, зеленуваті, 0,3 мм завширшки. Зав'язі 3 мм завдовжки, зелені, стілодії 2 мм завдовжки, рожеві. Цвіте з другої половини липня.
Дуже мінливий вид, для якого описані кілька різновидів, що різняться головним чином розмірами розеток і ступенем опушення. Виведені садові форми, що відрізняються розмірами розеток і забарвленням листя.

## Поширення
Ареал охоплює головним чином гірські області Південно-Західної Європи. Зустрічається у французьких та італійських Альпах, а також в центрі і на півдні Апеннін на висоті до 3 000 м над рівнем моря. Зустрічається в горах Європи від Піренеїв до Карпат. Країни поширення: Іспанія, Франція, Італія, Швейцарія, Австрія, Німеччина.

## Гібриди
Легко утворює гібриди з іншими видами в культурі і в природі:
- Sempervivum x barbulatum — гібрид Sempervivum arachnoideum і Sempervivum montanum — комплекс різноманітних форм, у яких в тій чи іншій мірі проявляються ознаки батьківських видів. Розетки зазвичай близько 2 см в діаметрі, а квітконоси до 5 см заввишки, забарвлення пелюстків буває різним.
- Sempervivum x roseum — гібрид Sempervivum arachnoideum і Sempervivum wulfenii — більше схожий на Sempervivum wulfenii, але розетки дрібніші и верхівки листя с пучками шерстистих волосків.
- Sempervivum x fauconnettii — гібрид Sempervivum arachnoideum і Sempervivum tectorum) — розетки дрібніші та щільніші, ніж у молодила покрівельного, листя трохи волосисті.

## Утримання в культурі
Добре росте в кам'янистому ґрунті на яскравому сонці. Витривала рослина, не боїться морозів, тому з успіхом вирощується на відкритому повітрі, як в горщиках, так і просто в ґрунті, на кам'яних огорожах або в рокаріях.
Розмножується дочірніми розетками, що утворюються на столонах в основі рослини.